# Жан Казимир-Пер'є
Жан Поль П'єр Казими́р-Пер'є (фр. Jean Paul Pierre Casimir-Périer; 8 листопада 1847, Париж — 11 березня 1907, Париж) — французький банкір та державний діяч, президент Франції часів Третьої республіки. Перебував на посаді всього шість місяців (203 дні) у 1894—1895 роках, найменше за всю історію країни.

## Життєпис
З династії банкірів. Батько, Огюст Казимир-Пер'є — видатний дипломат, дід, Казимир П'єр Пер'є — прем'єр-міністр при Луї-Філіпі. Жан Поль вступив на державну службу секретарем свого батька, в той час — міністра внутрішніх справ в уряді Тьєра. У 1874 році обраний радником в департаменті Про, в 1876 році вперше обраний у національну палату депутатів (і послідовно обирався в неї аж до 1894 року).
Незважаючи на сімейну прихильність консервативним партіям, Жан Поль примкнув до лівих республіканців; під час конституційної кризи 16 травня 1877 року висловила недовіру уряду (так званий маніфест 363-х). Через родинний зв'язок з Орлеанською гілкою Бурбонів в 1883 році голосував проти висилки принців династії Бурбонів з країни. У 1883—1885 рр. — заступник військового міністра, в 1890—1892 рр. — віце-президент палати представників, в 1893—1894 — президент палати. 3 грудня 1893 року обраний прем'єр-міністром і міністром закордонних справ.
27 червня 1894, після вбивства президента Карно, Пер'є був обраний президентом республіки — 453 голосами проти 292, ставши наймолодшим президентом країни після Луї Бонапарта. Пер'є не зміг домогтися взаємодії з власним кабінетом і виявився фактично відстороненим від справ — в результаті, в січні 1895 року і Пер'є, і прем'єр-міністр Дюпюї пішли у відставку. Під час президентства Пер'є в грудні 1894 був вперше засуджений Альфред Дрейфус.
У 1899 році Пер'є, який пішов у тінь, знову з'явився на публіці на другому процесі у справі Дрейфуса. Процес 1894 року в Ренні підтвердив колишній вирок, але свідчення Пер'є зіграли позитивну роль у подальшій реабілітації Дрейфуса.